# José de Acosta

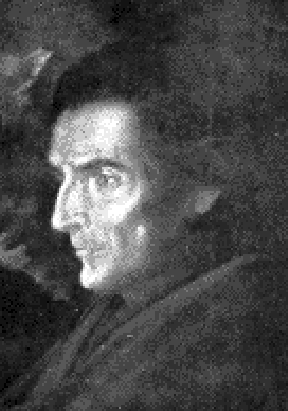
José de Acosta (Ausschnitt), um 1580

José de Acosta (auch José d’Acosta, * September/Oktober 1539 (oder 1540) in Medina del Campo; † 15. Februar 1599 oder 1600 in Salamanca) war ein spanischer Jesuit, Missionar und Gelehrter. Er wurde durch seine Historia natural y moral de las Indias berühmt, die älteste Übersicht über die Neue Welt und ihr Verhältnis zur Alten.

## Leben und Werk
José de Acosta studierte von 1559 bis 1567 die Artes Liberales und Theologie an der Universität Salamanca. Von 1567 bis 1569 lehrte er Theologie in Ocaña, von 1569 bis 1571 in Plasencia. 1570 trat er in den Jesuitenorden ein und ging bereits im folgenden Jahr als Missionar ins spanische Vizekönigreich Peru, das unter anderem die heutigen Andenstaaten Bolivien, Peru und Ecuador umfasste. Als Ordensoberer (Provinzial) von 1576 bis 1581 nahm er als theologischer Berater am Dritten Provinzialkonzil im Lima im Jahr 1582 teil und schrieb später einen Katechismus in mehreren einheimischen Dialekten, das erste Buch überhaupt, das in Peru gedruckt wurde.

### Historia natural und De Indorum salute

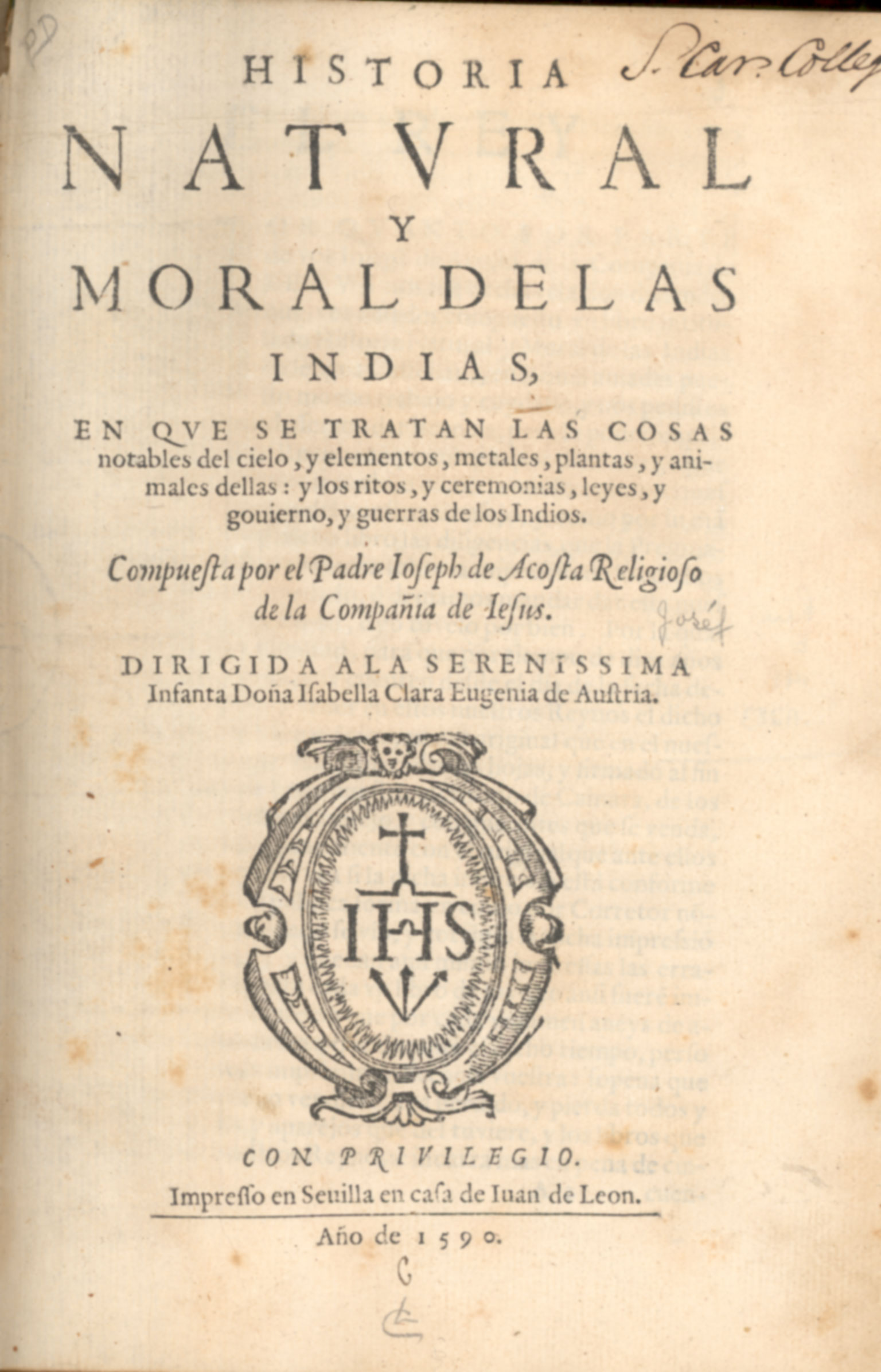
Originaltitelseite der Historia natural

Nach seiner Rückkehr nach Spanien im Jahr 1587 verfasste er die oben erwähnte Historia natural (1590), in der er seine Beobachtungen zur physikalischen Geographie und Naturgeschichte des heutigen Mexiko und Peru sowie zu den einheimischen religiösen und politischen Einrichtungen im Rahmen der jesuitischen gelehrten Weltsicht vorstellte. Da er mehr als 16 Jahre im westlichen Südamerika verbracht hatte und Augenzeuge war, sind seine Beobachtungen von besonderem Interesse.
Er entwickelte die Theorie, die amerikanische Urbevölkerung müsse über eine Landbrücke oder eine nur schmale Meeresverbindung aus Asien oder anderen Teilen der Welt eingewandert sein; zur Begründung führte er an, nach Aussage der Bibel hätten die Sintflut nur ein Mann und wenige wilde Tiere überlebt. Daher sei es undenkbar, dass jemand die wilden Tiere mit einem Schiff nach Amerika gebracht habe. Laut Acosta sei Amerika nicht völlig vom Rest der Welt abgeschnitten, die Indianer seien nicht über den Atlantik gekommen und stammten auch nicht von den Juden ab, sondern sähen eher den Tataren ähnlich: sie stammten demnach aus Nordostasien.
Seinen Berichten, die von Alexander von Humboldt ausgewertet wurden, verdankt man auch frühe Kenntnisse über die Nutzpflanzen Südamerikas. So berichtet er beispielsweise über die Kartoffelkultur in Peru und erwähnt dabei unter anderem auch Krankheiten dieser Kulturpflanze. Er beschreibt diese als „Brand“ und „Mehltau“. Vermutlich ist dies die erste Nachricht über Phytophthora.
Ein weiteres, für die Missionstheologie und für die Missionspraxis wegweisendes Hauptwerk Acostas ist seine Schrift De promulgatione Evangelii apud barbaros sive de procuranda Indorum salute, die 1588 in drei Bänden erschien. Darin  untersucht er systematisch die Voraussetzungen, Bedingungen, Ansatzpunkte, Methoden und Aufgaben der Missionsarbeit unter den „Heiden“. Dies geschieht vor allem bezüglich der Mission in der Neuen Welt. Doch auch Indien, China und Japan sind im Blick.

### Anführer der Ordensopposition, Tod
Acosta führte in seinem Orden die Opposition zum damaligen Jesuitengeneral Claudio Acquaviva (1543–1615) an, der im Alter von 38 Jahren 1581 zum fünften Ordensgeneral seit der Gründung gewählt worden war und ein straffes Regiment führte. Seine Beschwerden und Reformvorschläge wurden auf dem fünften Jesuitenkongress jedoch zurückgewiesen, Acosta blieb zwei Jahre lang eingekerkert (1592–1593). Nach seiner Unterwerfung wurde er Superior der Jesuiten von Valladolid und Rektor des Jesuitenkollegs in Salamanca (1598), wo er bis zu seinem Tode lebte.

### Sonstiges
D’Acosta beschrieb nach Selbstbeobachtung erstmals die Höhenkrankheit, die auch d’Acosta-Krankheit genannt wird.

## Werke

### Spanische Erstausgaben
- De promulgatione Evangelii apud barbaros, Salamanca, 1588
- De natura novi orbis, Salamanca, 1589
- Historia natural y moral de las Indias, Sevilla 1591

### Deutsche Ausgaben derHistoria natural y moral de las Indias
- America, Oder wie mans zu Teutsch nennet Die Neuwe Welt/ oder West India. Von Herrn Josepho De Acosta in Sieben Büchern/ eins theils in Lateinischer/ und eins theils in Hispanischer Sprach/ Beschrieben. Sutorius, Ursel 1605.
- Das Gold des Kondors. Berichte aus der Neuen Welt 1590 und Atlas zur Geschichte ihrer Entdeckung. Herausgegeben und übertragen von Rudolf Kroboth und Peter H. Meurer, Edition Erdmann in K. Thienemanns Verlag, Stuttgart 1991, ISBN 3-522-60750-3. Nach dem Exemplar der Staatsbibliothek Preußischer Kulturbesitz, Berlin (enthält nur einen Teil von America, oder wie mans zu Teutsch nennet Die Neuwe Welt; dort ist auf S. 138 eine Formulierung zur Landbrücke enthalten, die der zugrundegelegten deutschen Ausgabe auf S. 229 nicht entspricht).